# Знак «За отличную стрельбу»
Знак «За отличную стрельбу» — нагрудный знак СССР. Учреждён приказом Реввоенсовета от 10 июля 1922 года для поощрения командного состава и рядовых красноармейцев РККА за успехи в боевой подготовке. В 1928 году разделён на 2 степени, соответствовавших первому и второму году службы военнослужащего. В 1938 году приказом наркома обороны знак получил новый внешний вид.

## Внешний вид
Знак 1922 года

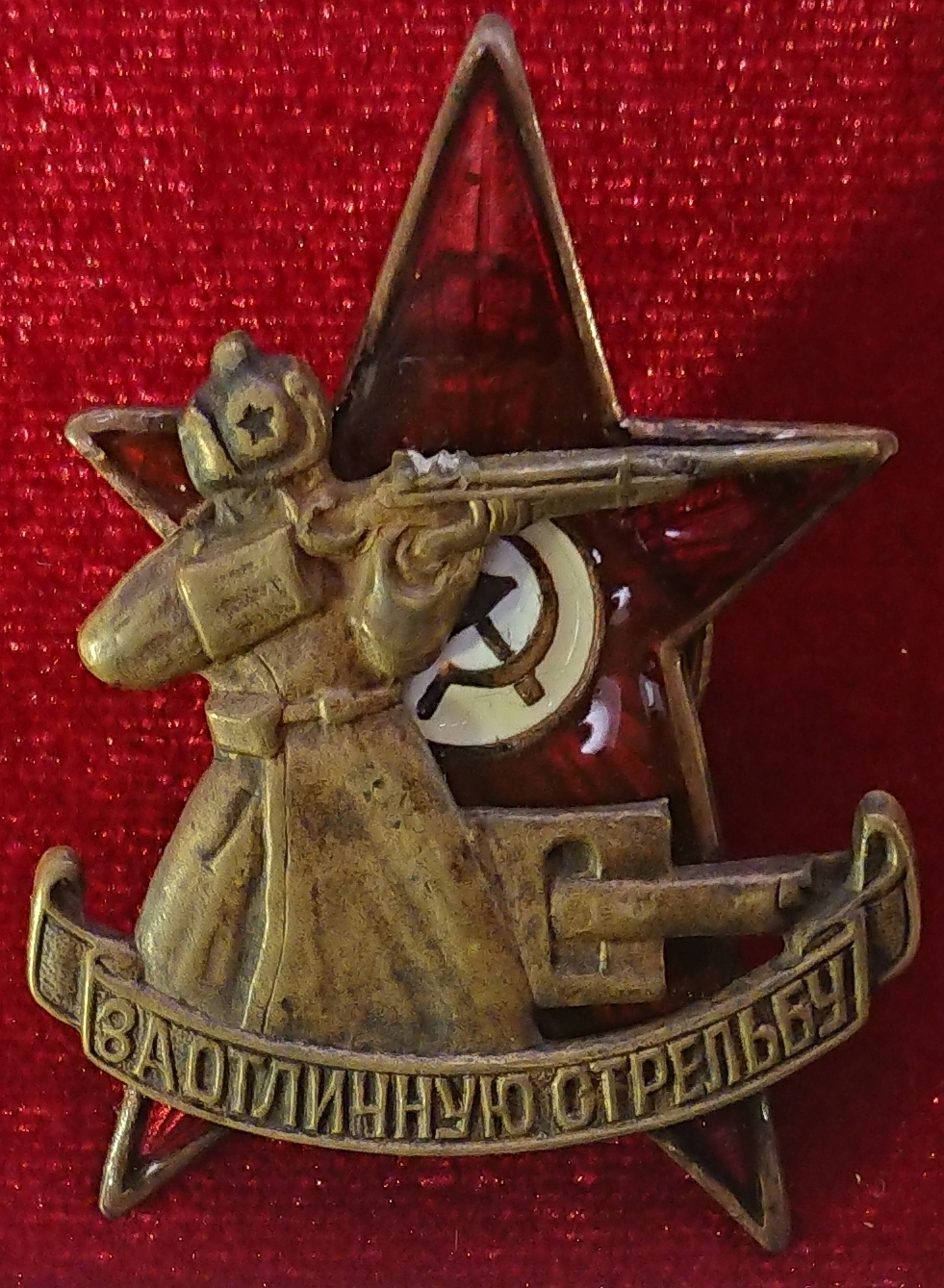
Знак «За отличную стрельбу», 1922 г.

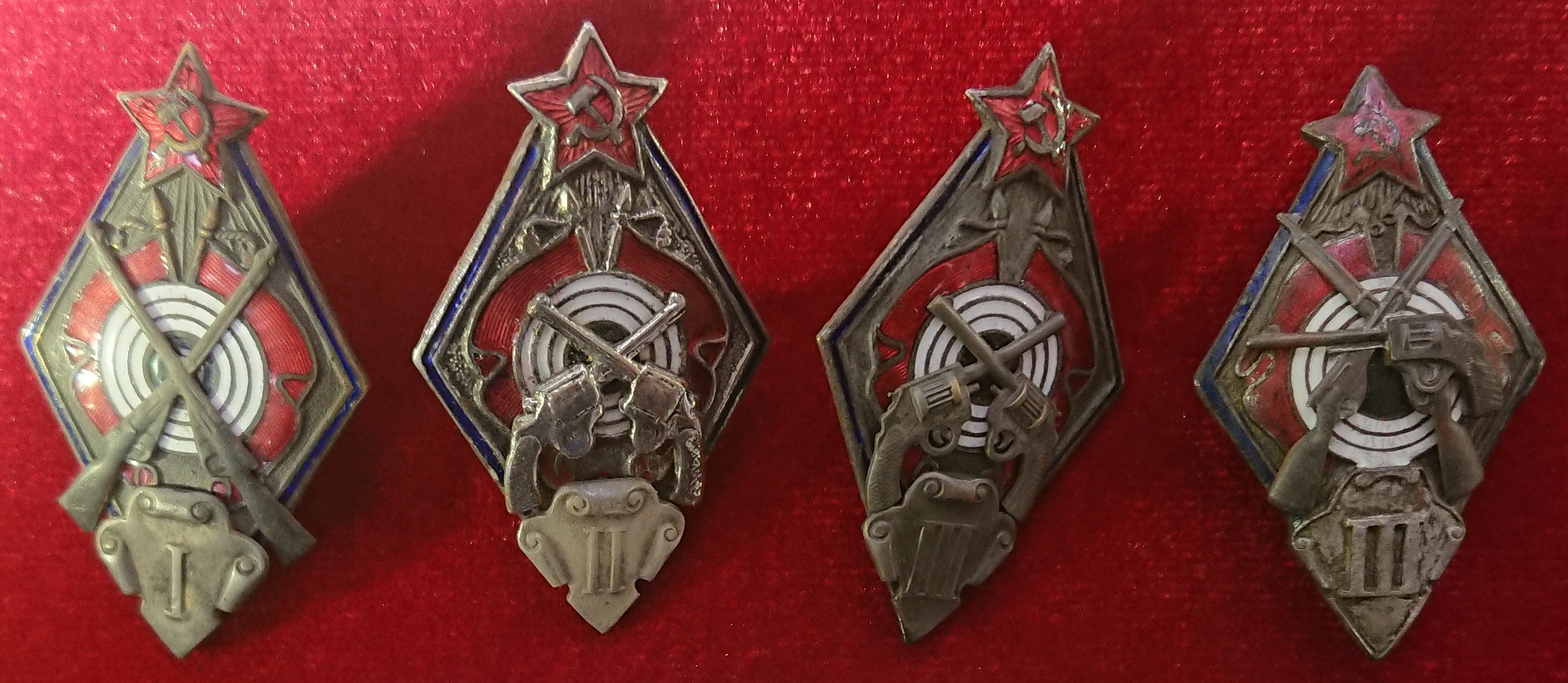
Знаки «За стрельбу из винтовок и пистолетов на обязательных соревнованиях РККА I, II и III степени». 1930-е гг.

Пятиконечная с удлинёнными нижними лучами звезда красной эмали, имеющая в центре изображение перекрещенных серпа и молота. На звезду наложено изображение красноармейца в шинели и будёновке, ведущего стрельбу из винтовки из положения «стоя». За красноармейцем — изображение пулемёта на станке. Нижние лучи звезды соединены лентой с надписью «За отличную стрельбу».
Знак 1938 года
Знак в виде круглой стрелковой мишени, в верхней части которой нанесена надпись «За отличную стрельбу». Над мишенью — красная пятиконечная звезда с серпом и молотом. Слева мишень обрамлена красным знаменем, справа — лавровыми листьями. Под мишенью фигурная лента красной эмали с надписью «РККА». Двумя цепочками знак подвешивается к небольшой прямоугольной колодке красной эмали.